# Александрово (Михайловский район)
Александрово — деревня Грязновского сельского поселения Михайловского района Рязанской области России.

## Топоним
Своё название селение получило по фамилии землевладельца Александрова.

## География
Деревня находится в 25 км к югу от г. Михайлов и в 78 км к юго-западу от г. Рязань. На юге находится урочище Бобрики, на севере в 4,5 км село Грязное, на северо-востоке — Старое Киркино.
Деревня расположена у восточного подножия среднерусской возвышенности.
Высота центра населённого пункта над уровнем моря составляет 201 м.
Недалеко от деревни протекают р. рчк Мосточек и р. Бобрик приток Керди.
В деревне есть высохший пруд.

### Климат
Климат умеренно континентальный, характеризующийся тёплым, но неустойчивым летом, умеренно-суровой и снежной зимой. Ветровой режим формируется под влиянием циркуляционных факторов климата и физико-географических особенностей местности. Атмосферные осадки определяются главным образом циклонической деятельностью и в течение года распределяются неравномерно.
Согласно статистике ближайшего крупного населённого пункта — г. Рязани, средняя температура января −7.0 °C (днём) / −13.7 °C (ночью), июля +24.2 °C (днём) / +13.9 °C (ночью).
Осадков около 553 мм в год, максимум летом.
Вегетационный период около 180 дней.

## Население
| 1859 | 1906 | 2007 | 2010 |
| ---- | ---- | ---- | ---- |
| 307  | ↗526 | ↘13  | ↘6   |

## Транспорт
Деревня прилегает к Московской железной дороге участка Ожерелье — Павелец.
Ближайшие станции Лужковская 4 км на северо-запад и Волшута 4 км на юг.
В 10 км на северо-востоке проходит федеральная трасса E 119 M6 Москва — Тамбов — Волгоград — Астрахань.